# Krásno nad Bečvou
Krásno nad Bečvou (deutsch Krasna, 1939–1945 Schönstadt) ist ein Ortsteil der Stadt Valašské Meziříčí in Tschechien. Er liegt unmittelbar nördlich von Valašské Meziříčí und gehört zum Okres Vsetín.

## Geographie
Krásno nad Bečvou befindet sich am westlichen Fuße der Mährisch-Schlesischen Beskiden. Der Ort erstreckt sich am rechten Ufer der Rožnovská Bečva und Bečva. Am östlichen Ortsrand mündet der Bach Krhovský potok in die Rožnovská Bečva. Im Nordosten erhebt sich der Helštýn (383 m). Gegen Nordwesten und Osten befinden sich Industriegebiete.
Nachbarorte sind Příluky, Mštěnovice, Bynina und Potůčky im Norden, Jehličná und Krhová im Nordosten, Drážky, Hrádky und Zašová im Osten, Hrachovec, Vichury und Na Štěpánově im Südosten, Valašské Meziříčí im Süden, Poličná und Štěpnice im Südwesten, Bojkov, Háje, Vystrkov, Hájky und Lhota im Westen sowie Na Hrně, Vrbí, Juřinka, Za Vodou und Lhotka nad Bečvou im Nordwesten.

## Geschichte
Archäologische Funde weisen eine Besiedlung der Fluren von Krásno seit der Jungsteinzeit nach. Auf dem Helštýn wurde 1893 eine Feuergrabstätte des Schlesisch-Platenitzer Abschnittes der Lausitzer Kultur aus der Zeit zwischen 1200 und 750 v. Chr. aufgefunden.
Die erste urkundliche Erwähnung von Crazna erfolgte 1299 im Zusammenhang mit Bohuš de Crazna. Es gilt als sicher, dass das Dorf jedoch weitaus älter ist. Zur Zeit der großen Kolonisation unter Nikolaus von Chorin wurde in einer Grenzbeschreibung ein großer Wald, der sich von Vrš von Meziříčís Gut bis zum Flüsschen Bobirs erstreckte. Dieser Vrš gehörte wahrscheinlich auch dem Geschlecht mit dem Hirschwappen an, das bis in die 1370er Jahre seine Besitzungen im Tal der Rožnovská Bečva hatte. Die Lage an einem Handelsweg von Mähren nach Ungarn war für die Entwicklung des Dorfes vorteilhaft. Jedoch lag Crazna auch im Überschwemmungsgebiet der Rožnovská Bečva, so dass am gegenüberliegenden höheren Ufer im 14. Jahrhundert das Städtchen Meziříčí angelegt wurde. Im Jahre 1348 wurde das Dorf als Crasna und 1368 als Krasna bezeichnet. 1377 wird der Ort Schonstatt (im Sinne von Schönstadt) genannt. Seit der Mitte des 15. Jahrhunderts erhielt das Dorf mehrere Privilegien. Am 4. April 1465 erteilte Jan von Cimburg und Jičín Krasna das Heimfallsrecht. 1491 wurde Krasna zum Städtchen erhoben. Johann von Pernstein, der 1533 die Herrschaft Rožnov einschließlich des Städtchens Krasna für 14.000 Schock böhmische Groschen von Johann und Jaroslav von Schellenberg gekauft hatte, versuchte in der Mitte des 16. Jahrhunderts eine Vereinigung der Städtchen Krasna und Meziříčí. In seinem Schankprivileg vom 10. Mai 1546 wurde Krasna als Vorstadt von Meziříčí aufgeführt. Die Berechtigung zum Bier- und Weinschank erhielten 38 Häuser von Krasna, in Meziříčí waren es 60. 1620 wurde das Städtchen als Krásná bezeichnet. Das älteste Siegel stammt aus dem Jahre 1622; es zeigte ein Tor, beflankt mit zwei Türmen, und darüber einen aufrechten doppelschweifigen Löwen mit Krone. Zu den weiteren Besitzern gehörten die Herren von Zierotin und später die Grafen Kinsky. 1849 entstand die Webmanufaktur Michna. Bis zur Mitte des 19. Jahrhunderts gehörte Krasno immer zur Herrschaft Krasno-Rožnov.
Nach der Aufhebung der Patrimonialherrschaften bildete Krasno ab 1850 eine Marktgemeinde in der Bezirkshauptmannschaft Meziříčí. 1859 nahm die Seidenwarenfabrik Tauber die Produktion auf. Zwischen 1854 und 1855 ließ Eugen Graf Kinsky eine Glasfabrik errichten, die er zunächst an die Glasmacherfamilie Reich verpachtete und später an diese verkaufte. 1863 entstand die Schreibersche Keramikfabrik; sie stellte sechs Jahre später der Produktion ein und wurde zur Spiritusbrennerei umgebaut. Im Jahre 1869 hatte Krasno 1992 Einwohner. 1872 wurde der Ort als Krásna und 1885 als Krásná bezeichnet. 1882 entstand die Eisengießerei und Landmaschinenfabrik Ulrich. Die Eisenbahnstrecke von Mährisch Weißkirchen nach Krasna wurde 1884 eingeweiht. Nach der Stilllegung der Ulrichschen Fabrik erwarb E. Thein die Gebäude und errichtete eine Hutfabrik. 1898 und 1921 entstanden die Hutfabriken London und Janyšek. Der heutige Ortsname Krásno nad Bečvou wird seit 1915 verwendet. Bis in die 1920er Jahre entstanden weitere Fabriken. Im Jahre 1924 schlossen sich die Minderstadt Krásno nad Bečvou und die Stadt Meziříčí zur Stadt Valašské Meziříčí zusammen. Zu dieser Zeit beschäftigte die Glasfabrik Krásno nad Bečvou einschließlich der Werke in Velké Karlovice, Nový Hrozenkov, Vsetín und weiteren Niederlassungen in Österreich 3800 Menschen. Die Weltwirtschaftskrise führte zum Untergang der meisten Fabriken. Lediglich die Glasfabrik, die drei Hutfabriken sowie die 1914 gegründete und um eine Kisten- (1923) und Holzwollefabrik erweiterte Dampfsäge Jan Křižan & Cie KG überstanden die Krisenjahre. In diesem Sägewerk, unmittelbar vor der großen Wirtschaftskrise waren im Jahre 1929 neun Gattersägen im Betrieb; die Fabrik beschäftigte an 450 Leute und in dem Jahr wurden 57.100 Vollmeter Rundholz verarbeitet.
Das Schicksal der Dampfsäge in Krásno, zur Zeit der ersten Republik einer der modernsten Betriebs seiner Art in Mähren, ist für den zweimaligen Wechsel der Machtverhältnisse in der Nachkriegs-Tschechoslowakei bezeichnend. 1935 hat der Gründer seine Dampfsäge mit zwei modernen Drehkränen der Jul. Wolff & Co., Heilbronn, ausgestattet. Das Sägewerk, nach dem Tod des Gründers 1941 von seinem Sohn Jan Křižan Jr. übernommen, ist 1946 gegen dessen Widerstand verstaatlicht worden. Nicht lange nach der kommunistischen Machtübernahme ist Jan Křižan d. J. nach einem Schauprozess 1951 wegen "Hochverrats" hingerichtet worden. Die Säge funktionierte, bis auf die Dampfmaschine, ohne nennenswerte Änderungen bis übers Ende der kommunistischen Ära. Unter den Direktoren der vergangenen Zeit und ihren Nachfolgern wurde die Produktion in die 1990er Jahre fortgesetzt, jedoch bald eingestellt. Dazu kam es, nach dem die Erben 1991 ihre Restitutionsansprüche geltend gemacht hatten. Danach haben die Betreiber die Grundstücke mit Grundlast in der Höhe ihres Verkehrswertes belastet ohne eine Investition im Betrieb realisiert zu haben. Aus dem Sägewerk wurden alle Maschinen samt Kränen entfernt. Die Verfügung über die Grundstücke ohne Last und mit leeren Bauruinen haben die Erben durch ein Urteil des Obersten Gerichtshofes 2017 wiedererlangt.
1950 hatte Krásno nad Bečvou 3725 Einwohner. Nach der Aufhebung des Okres Valašské Meziříčí wurde die ehemalige Doppelstadt 1960 dem Okres Vsetín zugeordnet. Die Produktion von Hüten wurde 1961 eingestellt. Nach der Errichtung neuer Wohnsiedlungen wuchs die Einwohnerzahl im Jahre 1970 auf 10.711 an. In den 1970er und 1980er Jahren wurde das historische Stadtbild von Krásno nad Bečvou für den Ausbau der Fernstraße nach Hranice und die Schaffung eines Straßenkreuzes zerstört. Dabei wurde der gesamte Markt mit Ausnahme des Rathauses abgerissen.
Im Jahre 1980 hatte der Ortsteil 10.358 Einwohner. 1991 lebten in Krásno nad Bečvou 8.282 Menschen. Beim Zensus von 2001 wurden 7.953 Einwohner und 594 Wohnhäuser gezählt.

## Verkehr
Krásno nad Bečvou ist ein Verkehrsknotenpunkt. Hier kreuzt sich die Europastraße 442/Staatsstraße I/35 zwischen Hranice und Rožnov pod Radhoštěm mit den Straßen I/57 von Nový Jičín nach Vsetín und II/150 von Bystřice pod Hostýnem nach Valašské Meziříčí.
Am westlichen Ortsrand von Krásno nad Bečvou liegt der Bahnhof Valašské Meziříčí. Er wird von den Strecken 280 (Hranice–Horní Lideč), 281 (Valašské Meziříčí–Rožnov pod Radhoštěm), 303 (Valašské Meziříčí–Kojetín) und 323 (Valašské Meziříčí–Ostrava) angefahren.

## Sehenswürdigkeiten

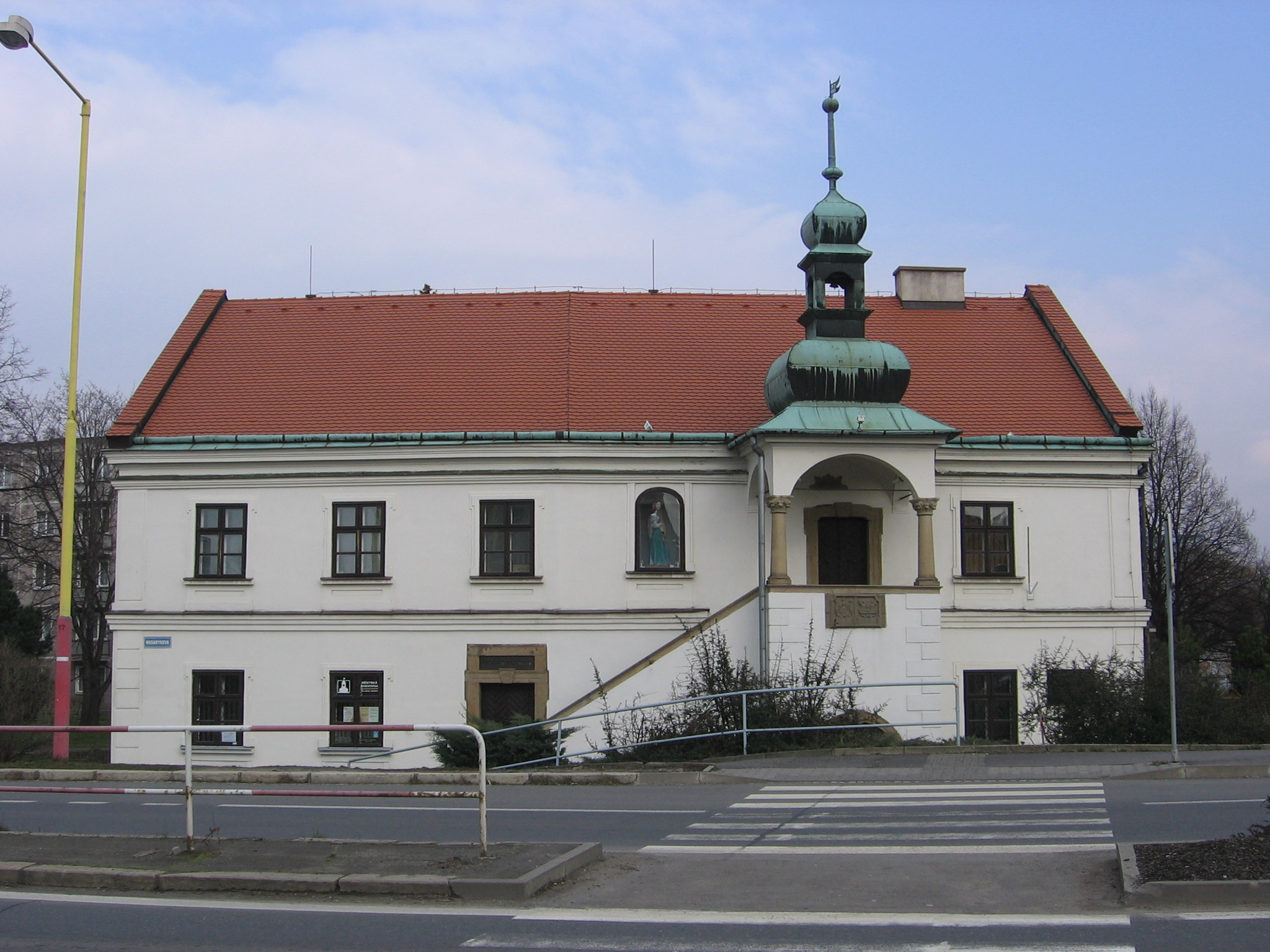
Altes Rathaus

- Kinsky-Schloss, erbaut 1730 im Barockstil als hölzerner Verwaltungssitz der Herrschaft Krasno-Rožnov an der nördlichen Peripherie des Städtchens. Eugen Graf Kinsky ließ an seiner Stelle 1854 das heutige Empireschloss als neuen Herrschaftssitz errichten. Umgeben ist das Schloss von einem 6,297 ha großen Park mit seltenen Gehölzen. Nach der Enteignung der Grafen Kinsky wurde das Schloss 1949 zum Sitz des walachischen Heimatmuseums Valašské Meziříčí. Im Schloss befindet sich eine Ausstellung zur Stadtgeschichte, Glasfabrikation, Gobelinherstellung und zur Holzschule.
- Altes Rathaus, das 1580 errichtete Bauwerk wurde 1766 im Barockstil umgebaut. Nach dem Zusammenschluss mit Meziříčí verlor es seine Funktion als Rathaus und dient heute als Stadtbibliothek
- Denkmal der Befreiung auf dem Helštýn
- Kapelle

## Persönlichkeiten
- Viktor Haas (1882–1964), österreichisch-tschechoslowakischer Arbeits- und Sozialrechtler und sozialdemokratischer Politiker